# Игуман Рафаило (Бољевић)
Рафаило Бољевић (световно име: Михаило Бољевић; Подгорица, 3. септембар 1975) игуман је манастира Подмаине

## Биографија
Рођен је 3. септембра 1975. године у Подгорици, од оца Љубише и мајке Јулије. По рођењу је добио име Михаило.
Замонашен је 27. августа 2006, када је и добио монашко име Рафаило. У чин јерођакона рукоположен је 29. августа 2007, а у чин јеромонаха 22. децембра 2007. године. Амфилохије Радовић, митрополит црногорско-приморски, 10. јануара 2010. произвео га је у игумана манастира. Настојатељ је манастира Подмаине од 2009. године, када је наслиједио дотадашњег игумана Бенедикта (Јовановића).

### Бесједе
Јеромонах Рафаило је запажен по својим бесједама. Сваке недјеље у вечерњим сатима у манастиру Подмаине отац Рафаило одржава духовне вечери и предавања која путем интернета прати на десетине хиљада вјерника.